# THDL-Transkription
Die THDL-Transkription (voller Name auf Englisch: THDL Simplified Phonetic Transcription of Standard Tibetan) ist ein Umschrift-System für die tibetische Sprache bzw. Schrift. Sie wurde von David Germano und Nicolas Tournadre für die Tibetan and Himalayan Digital Library (THDL) entwickelt und ist eine vereinfachte Form der Transkription, die Nicolas Tournadre in der englischsprachigen Ausgabe seines Lehrbuches der tibetischen Sprache verwendet.

## Grundsätze
Bei der THDL-Transkription handelt es sich weder um eine Transliteration nach dem tibetischen Schriftbild noch eine Transkription nach der Aussprache, sondern um eine Mischform. Man kann daher von der Transkription weder auf die Schreibweise noch auf die Aussprache schließen.

## Umschrift des tibetischen Alphabets
In den folgenden Tabellen sind dem tibetischen Alphabet die Wylie-Transliteration, die THDL-Transkription und die von der UNO anerkannte offizielle Transkription der Volksrepublik China gegenübergestellt.

### Konsonanten
Die Unterschiede gegenüber der Wylie-Transliteration sind hier fett dargestellt. Die Abweichungen dienen dazu, eine völlig falsche Aussprache durch englischsprachige Leser zu vermeiden.
| Tibetisch | ཀ་ | ཁ་ | ག   | ང  | ཅ  | ཆ  | ཇ   | ཉ  | ཏ | ཐ  | ད   | ན | པ | ཕ  | བ   | མ | ཙ  | ཚ   | ཛ   | ཝ | ཞ  | ཟ | འ | ཡ | ར | ལ | ཤ  | ས | ཧ | ཨ |
| Wylie     | k  | kh | g   | ng | c  | ch | j   | ny | t | th | d   | n | p | ph | b   | m | ts | tsh | dz  | w | zh | z | ’ | y | r | l | sh | s | h | a |
| THDL      | q  | x  | g   | ng | ch | ch | j   | ny | t | t  | d   | n | p | p  | b   | m | ts | ts  | dz  | w | zh | z | — | y | r | l | sh | s | h | — |
| offiziell | g  | k  | g/k | ng | j  | q  | j/q | ny | d | t  | d/t | n | b | p  | b/p | m | z  | c   | z/c | w | x  | s | — | y | r | l | x  | s | h | — |

### Vokale
| Tibetisch | ཨ | ཨི | ཨུ་ | ཨེ | ཨོ |
| Wylie     | a | i | u  | e | o |
| THDL      | a | i | u  | e | o |
| offiziell | a | i | u  | ê | o |

## Annäherung an die Aussprache

### Konsonanten
Buchstaben, die nicht gesprochen werden (stumme Buchstaben), werden in der THDL-Transkription in der Regel weggelassen.
Obwohl die Buchstaben ར und ལ normalerweise nicht gesprochen werden, sondern nur den vorhergehenden Vokal längen, werden sie als r und l transkribiert. Die übrigen konsonantischen Silbenauslaute werden als -k, -ng, -n, -p und -m transkribiert.
Die Konsonantenfolgen པྱ und ཕྱ werden unterschiedslos als ch-, བྱ wird als j- und མྱ
als ny- wiedergegeben.
Die Konsonantenfolgen ཀྲ, པྲ, ཏྲ, ཁྲ, ཕྲ und ཐྲ werden alle als tr- transkribiert, གྲ, བྲ und དྲ als dr-.
Die Konsonantenfolge ཟླ wird als d- wiedergegeben, ལྷ als lh-, དབ als w-, དབྱ als y- und དབྲ als r-.
Für die Transkription von འ, bestimmte Konsonantenfolgen und Buchstaben, die vor allem in Lehnwörtern aus dem Sanskrit verwendet werden (ལོག་ཡིག) gibt es weitere Regeln bzw. Ausnahmen, wobei in der Regel die Aussprache als Richtschnur dient.

### Vokale
Der Umlaut von ཨ, ཨུ, und ཨོ vor den Konsonanten ད, ན, ལ und ས wird mit e, ü bzw. ö wiedergegeben. Am Wortende wird der Vokal e (sowohl ཨེ als auch Umlaut-ཨ) mit Akut geschrieben (é), um eine völlig falsche Aussprache durch englischsprachige Leser zu vermeiden.

### Weitere Besonderheiten
Wörter werden jeweils zusammengeschrieben.
Die Silben བ, བོ, བའི und བར werden am Wortende als -wa, -wo, -wé bzw. -war transkribiert.